# Torsten Gütschow
Torsten Gütschow (Görlitz, DDR, 28 juli 1962) is een Duitse voormalige voetballer. In 1991 werd hij verkozen tot Oost-Duits voetballer van het jaar, hij was de laatste voetballer die deze trofee won. Hij is vooral bekend van zijn periode bij topclub Dynamo Dresden. 

## Erelijst
Dynamo Dresden
- DDR-Oberliga

1989, 1990
- Oost-Duitse beker

1982, 1984, 1985, 1990
- Oost-Duits voetballer van het jaar

1991
 Galatasaray
- Süper Lig

1993
- Turkse beker

1993